# Frente Socialista de los Pueblos Malayos
El Frente Socialista de los Pueblos Malayos (en malayo: Fron Sosialis Rakyat Malaya), simplemente conocida como Frente Socialista (FS) fue una coalición política de izquierda fundada en Malasia el 31 de agosto de 1957, como alternativa al dominante Partido de la Alianza. El FS fue la coalición opositora al gobierno malayo de más larga duración (cerca de nueve años). La coalición fue formada por Partido Popular (PR) y Parti Buruh Malaya (PBM) en Hari Merdeka (fiesta nacional malaya del 31 de agosto). En 1964, el Partido de la Convención Nacional (PCN) se unió a la coalición.
En las elecciones de 1959, obtuvo tan solo 8 escaños, que se reducirían a 2 en los siguientes comicios. El PR dejó la coalición en 1965 y el PCN pronto quedó inactivo. El PBM, el único partido restante dentro SF, lo abandonó el 10 de enero de 1966 y volvió a su propio estandarte, disolviéndose formalmente a la coalición. Tomó 21 años antes de que una coalición de oposición se formara en Malasia: Angkatan Perpaduan Ummah (APU) y Gagasan Rakyat (GR) en 1990, y de hecho, durante todo el gobierno de la Alianza-Barisan Nasional, el Frente Socialista fue la única coalición opositora que pudo registrarse legalmente. Recién en 2018, luego de la primera derrota electoral del oficialismo federal, el vencedor Pakatan Harapan obtendría registro propio.

## Resultados electorales
| Elección | Escaños | Votos   | %     | Resultado | Resultado | Líder           |
| -------- | ------- | ------- | ----- | --------- | --------- | --------------- |
| 1959     | 8/104   | 199,688 | 12.9% | 8         | Oposición | Ahmad Boestaman |
| 1964     | 2/104   | 330,898 | 16.1% | 6         | Oposición | Tan Chee Khoon  |